# Gustav Adolf von Gotter

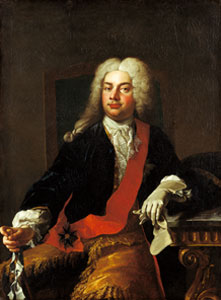
Gustav Adolf von Gotter mit Schwarzem Adlerorden, Porträt um 1732

Gustav Adolf Gotter,  ab 1724 Reichsfreiherr von Gotter, ab 1740 Reichsgraf von Gotter, (* 26. März 1692 in Gotha; † 28. Mai 1762 in Berlin) war ein deutscher Diplomat, Kunstsammler und Freimaurer.

## Leben

### Familie
Gotter stammte aus einer angesehenen bürgerlichen Familie aus Gotha, wo sein Vater Johann Michael von Gotter (1654–1729, 1721 geadelt) als Kammerdirektor im Dienste Herzog Ernsts des Frommen stand. Sein Großvater Johann Christian Gotter (1607–1677) war Generalsuperintendent, sein Onkel Ludwig Andreas Gotter ein angesehener Kirchenlieddichter und Jurist. Über Letzteren ist er auch mit dem Schriftsteller und Lyriker Friedrich Wilhelm Gotter verwandt.

### Karriere
Gustav Adolf von Gotter erhielt Unterricht von einem Privatlehrer und begann 1709 ein Studium der Rechtswissenschaften an der Universität Jena. Später wechselte er nach Halle, wo er den späteren hannoverschen Minister und Geheimrat Gerlach Adolph Freiherr von Münchhausen kennenlernte.
Nach weiteren Aufenthalten in Holland, England und Frankreich zog er 1715 mit seinem Vater nach Wien, der dort als Diplomat tätig wurde. Hier fand er schnell Zugang zu den angesehensten Kreisen und schloss unter anderem Kontakt mit Eugen von Savoyen. Er stellte weiterhin sein diplomatisches Geschick unter Beweis, indem er Streitigkeit zwischen Gotha und Wien beenden konnte. 1716 ernannte ihn Herzog Friedrich II. zum Legationssekretär. 1720 wurde er herzoglicher Rat und außerordentlicher Gesandter in Wien. 1723 erfolgte die Ernennung zum Hofrat, 1724 wurde er von Kaiser Karl VI. in den Freiherrenstand erhoben. 1727 erhielt er von dem erst zwölfjährigen Zar Peter II. den Alexander-Newski-Orden. Im Mai 1728 ging von Gotter auf Wunsch von Friedrich Wilhelm I. nach Berlin und wurde zum Geheimen Staatsrat ernannt. 1729 wurde ihm als ersten aus bürgerlichem Hause stammenden der Schwarze Adlerorden verliehen. Nach dem Tode des Barons von Hagen wurde er außerdem Gesandter von Regensburg. 1732 erbat er von Herzog Friedrich III. die Entlassung aus den gothaischen Diensten und war fortan als preußischer Minister am Wiener Hofe tätig.

### Rückzug aus dem Staatsdienst

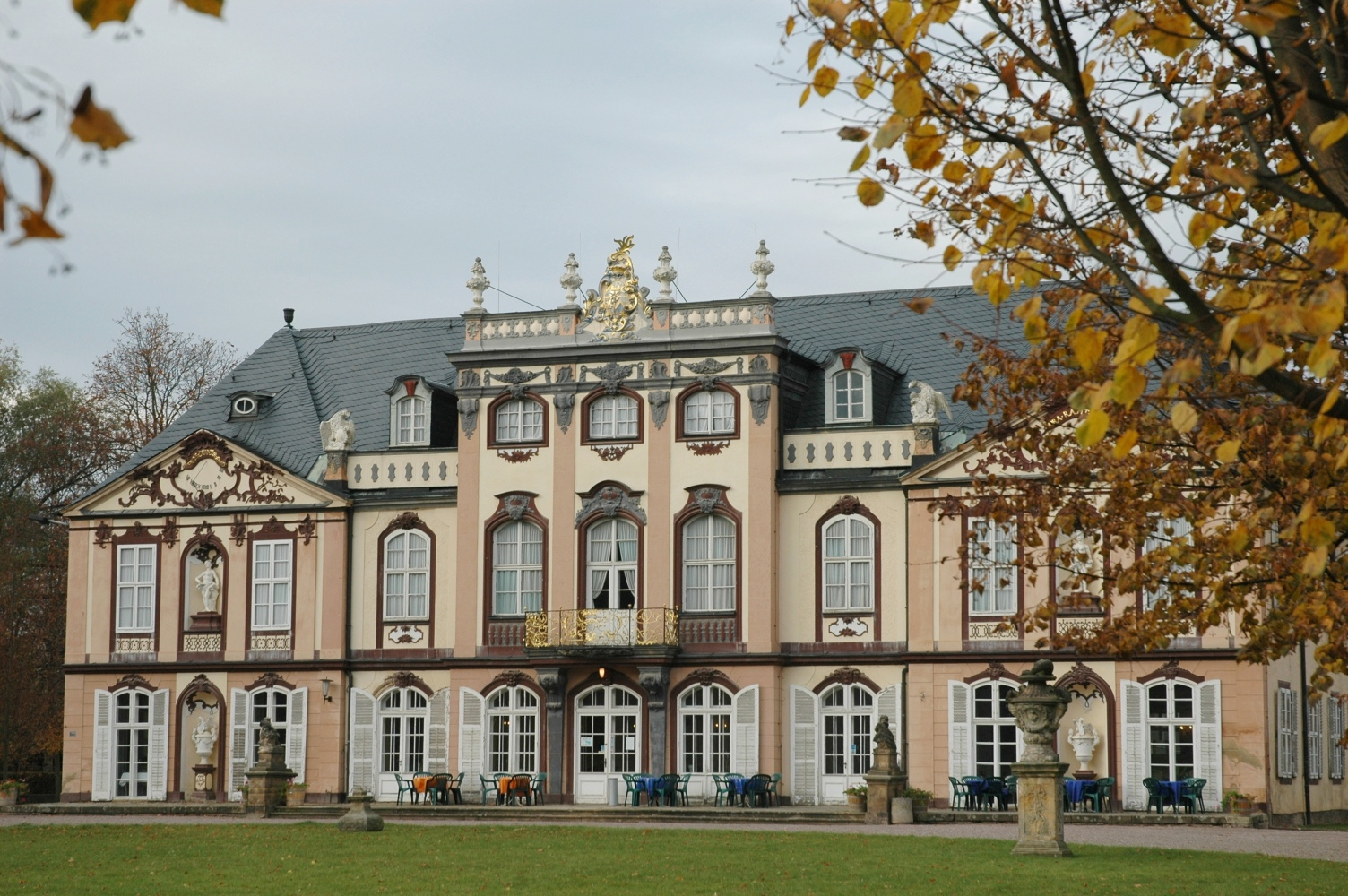
Schloss Molsdorf

1734 erwarb von Gotter das Rittergut Molsdorf, sowie das verwahrloste Lehnsgut "Alte Hof", ein Rittergut zu Dietendorf. Die spätmittelalterliche Wasserburg ließ er von Gottfried Heinrich Krohne zu einem Lustschloss umbauen. In den luxuriösen Räumen des Schlosses, in denen seine umfangreiche Bildersammlung, darunter allein 35 Porträts bekannter Damen, gut zur Geltung kam, feierte der großzügige Gastgeber üppige Feste. Daneben pflegte er seine alten Verbindungen, auch zur Freimaurerei. So war er in Berlin Meister vom Stuhl der Freimaurerloge „Zu den drei Weltkugeln“. Das Schloss baute er umfassend aus und legte einen Garten nach französischem Vorbild an.
In Neudietendorf ließ er entlang des Flusses Apfelstädt, der damals noch entlang der heutigen Zinzendorfstraße floss, Häuser errichten und Arbeitskräfte aus Böhmen und Mähren einreisen, um eine Wollmanufaktur in Betrieb zu nehmen. Die auf diese Weise neu gegründete Ortschaft erhielt zunächst den Namen „Neu-Gottern“, nach der ersten brüderischen Ansiedlung „Gnadenthal“ und später erst den Namen Neudietendorf. 1736 wurde von Gotter auf eigenen Wunsch zum Gesandten und bevollmächtigten Minister beim obersächsischen Kreis ernannt und nahm damit eine weniger arbeitsintensive Tätigkeit auf.

### Zurück im Staatsdienst

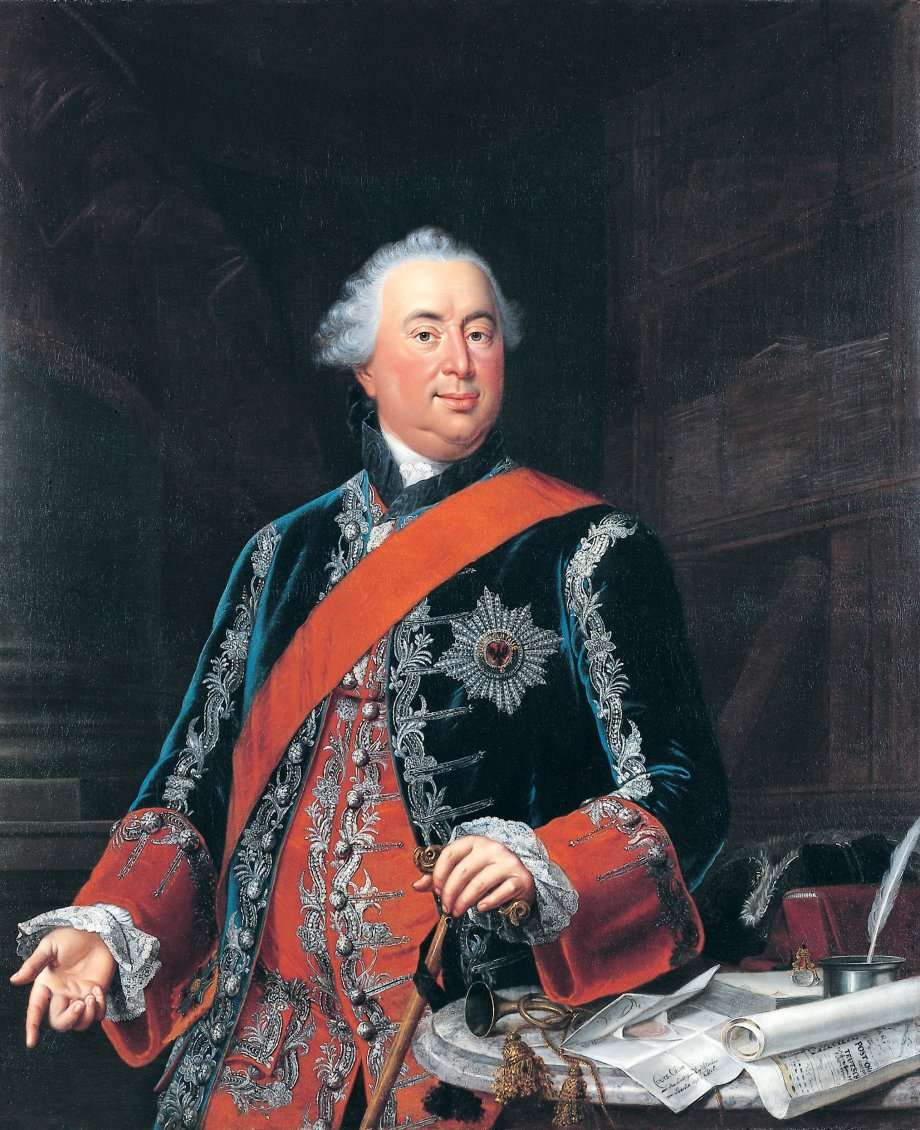
Gustav Adolf von Gotter, um 1752

1740 wurde von Gotter unter dem neuen preußischen König Friedrich dem Großen zurück in den Staatsdienst berufen und zum Oberhofmarschall und geheimen Staats- und Kriegsrat ernannt. Im selben Jahr erhielt er von Kaiser Karl VI. die Reichsgrafenwürde. Nach dem Tod desselben wurde von Gotter vom preußischen König nach Wien geschickt, um Besitzansprüche auf die Fürstentümer Jägerndorf, Liegnitz, Brieg und Wohlau zu erheben. Die Verhandlungen scheiterten jedoch, was den Ersten Schlesischen Krieg zur Folge hatte. Dabei gewann er ein besonderes Vertrauensverhältnis zu Friedrich dem Großen, für den er zwischen den schlesischen Kriegen erfolgreiche Verhandlungen mit der Kaiserin Maria Theresia und ihren Ratgebern führte. Der verschwenderische Lebensstil verzehrte, trotz Lotteriegewinnen und Dotationen, Gotters Vermögen. Infolge von Geldnot musste von Gotter 1742 das Rittergut Neudietendorf verkaufen. 1743 wurde er zum Kanoniker an der Liebfrauenkirche in Halberstadt und zum Generaldirektor der Berliner Oper ernannt. 1744 berief man ihn zu einem der vier Kuratoren der Königlichen Akademie der Wissenschaften. Aus Krankheitsgründen durfte sich von Gotter 1745 nach langem Bitten erneut aus dem Staatsdienst zurückziehen. Durch seine Geldknappheit sah er sich 1748 genötigt, auch das Schloss Molsdorf zu verkaufen. Er hielt sich nun, von Krankheiten geplagt, häufig in Berlin auf, wo er weiterhin das Vertrauen Friedrichs besaß und von ihm mit Gunstbezeugungen überhäuft wurde. Erst eine Kur in Montpellier im Jahr 1752 führte zur Besserung seines Gesundheitszustandes, so dass er seine Arbeit erneut als Minister des General-, Oberfinanz-, Kriegs- und Domänendirektoriums aufnehmen konnte. Als er 1762 starb, bedauerte der König, mit ihm einen der geistvollsten Männer seiner Zeit verloren zu haben.